# Agathis gracilipes
Agathis gracilipes är en stekelart som beskrevs av Hellen 1956. Agathis gracilipes ingår i släktet Agathis och familjen bracksteklar. Inga underarter finns listade i Catalogue of Life.